# El fulgor y la sangre
El fulgor y la sangre es una novela del escritor español Ignacio Aldecoa publicada en Barcelona en 1954 por la Editorial Seix Barral. Fue su primera novela, una historia sobre cinco esposas de guardias civiles, para la que el escritor hizo un recorrido por pueblos perdidos de España acompañado de Jesús Fernández Santos, y que resultaría finalista del Premio Planeta. 

## Argumento
En un pueblo castellano el cuartel de la Guardia Civil está en un castillo sobre un monte. Abajo en el pueblo hay feria y de abajo llega la trágica noticia de que han apuñalado y muerto a un guardia, pero no se sabe cuál. Tres mujeres de los guardias hacen un repaso de sus vidas hasta llegar a ese cuartel y pueblo, temiendo cada una que sea el propio esposo el muerto, con lo que quedaría sin recursos. La estructura está capitulada así:
1. Mediodía
2. Dos de la tarde
3. Tres de la tarde
4. Cuatro y media de la tarde
5. Seis de la tarde
6. Siete de la tarde
7. Crepúsculo

Los capítulos primero y último son más cortos y explican el contexto y el argumento. Los restantes cinco capítulos están dedicados a las tres esposas que suponen viudedad y a otras dos que tienen los maridos en el cuartel. En el recuerdo de las esposas está marcada la huella que les dejó la guerra civil. La angustia de la espera se acentúa por el agobio de las horas de siesta veraniega.